# Rátonyi Gábor
Rátonyi Gábor  (Esztergom, 1952. szeptember 11. – Budapest, 2019. február 26.) magyar úszó, öttusázó, edző, várospolitikus, 2002–2006 között Budapest XIV. kerülete polgármestere, 2006 és 2010 között a Fővárosi Közgyűlésben a Fidesz-frakció tagja.

## Életpályája
Szülővárosában végezte az általános iskolát, majd Budapesten, a Kölcsey Ferenc Gimnáziumban érettségizett, 1970-ben. Később felvették a Testnevelési Főiskolára, ahol szakedzői diplomát szerzett, 1980-ban. Emellett elvégzett egy újságíró tanfolyamot is.
1962-ben az Esztergomi Vasasnál kezdett úszni, majd 1966 és 1972 között a Budapesti Vasutas SC úszója volt, ahol egyszeres bajnok lett. Egy évig vízilabdázott, majd 1973-ban a Pécsi MSC-ben kezdett öttusázni, végül 1976 és 1981 között a Csepel SC versenyzője volt. Tagja volt a magyar öttusa-válogatottnak, egyszeres Európa Kupa-győztes. Ezen kívül háromtusában volt magyar bajnok. Aktív versenyzői pályafutása befejezése után a Magyar Öttusa-szövetség szakfelügyelője, majd 1982-ben a BVSC úszóinak vezetőedzője lett. Számos válogatott versenyzőt nevelt. Tíz év után kinevezték a BVSC Szőnyi úti uszodájának igazgatójává. 1994-ben a Budapesti Honvéd öttusa és úszó szakosztályának igazgatója lett, emellett a magyar öttusa-válogatott úszóedzője volt. 1991-ben mesteredzői oklevelet kapott.
Sportvezetőként tagja volt a Magyar Úszó Szövetség és a Magyar Öttusa Szövetség elnökségének (utóbbiban 2007-ig tevékenykedett). Ezen kívül a Wesselényi Miklós Sportközalapítvány alelnöke is volt. 2008-tól haláláig a XVI. kerületi Erzsébetligeti uszodát működtető kft. igazgatója volt. Az uszoda 2019. április 30-tól az Erzsébetligeti Rátonyi Gábor Uszoda nevet viseli.

### Politikai pályafutása
1996-ban lépett be a Fidesz zuglói szervezetébe. Az 1998-as országgyűlési választáson pártja budapesti 22-es egyéni választókerületi jelöltjeként indult, mandátumot azonban nem szerzett. 2002-ben és 2006-ban sem szerzett országgyűlési mandátumot.
A 2002-es önkormányzati választáson a Fidesz, az MDF és az MKDSZ jelöltjeként indult a zuglói polgármester-választáson, ahol nyerni tudott a szocialista jelölttel és az akkor hivatalban lévő szabad demokrata polgármesterrel szemben. A 2006-os önkormányzati választáson szoros versenyben alulmaradt Weinek Leonárddal, az SZDSZ és az MSZP közös jelöltjével szemben, de tagja lett a Fővárosi Közgyűlésnek és a XIV. kerületi képviselő-testületnek is. 2010-ben abbahagyta az aktív politizálást.

## Családja
Nős, felesége Danada Judit volt válogatott röplabdázó, testnevelés–biológia szakos tanár. Első házasságából egy leány-, illetve fiúgyermeke, valamint egy nevelt fia van.

## Díjai, elismerései
- Zugló díszpolgára (2017)[4]
- Budapestért díj (2017)